# 富山村 (岡山県上道郡)
富山村（とみやまそん）は、岡山県上道郡にあった村。現在の岡山市中区の一部にあたる。

## 地理
百間川と旭川に挟まれた平地に位置していた。

## 歴史
- 1889年（明治22年）6月1日、町村制の施行により、上道郡海吉村、福泊村、山崎村、円山村が合併して村制施行し、富山村が発足[1][2]。旧村名を継承した海吉、福泊、山崎、円山の4大字を編成[2]。
- 1952年（昭和27年）4月1日、岡山市に編入され廃止[1][2]。

## 産業
- 農業[2]